# Ormisda III
Ormisda III (in persiano هُرمَز سوم‎, Hurmaz sūm; ... – 459) è stato un sovrano della dinastia sasanide, formalmente 17º Re dei Re dell'Iran e del "non-Iran" (Šāhān šāh ī Ērān ud Anērān) dal 457 al 459.
Figlio e successore di Yazdgard II, il suo breve regno fu caratterizzato dalla ribellione del fratello Peroz I, il quale, aiutato dagli Eftaliti, ebbe il sopravvento, riuscendo ad estromettere Ormisda.

## Etimologia
Ormisda (o Ōhrmazd, Hormozd) è la versione in Persiano medio del nome della massima deità Zoroastriana, Ahura Mazdā. L'equivalente nella Lingua persiana antica è Auramazdā, traslitterato in greco come Hormisdas.

## Biografia
Ormisda era il figlio maggiore ed erede dello shah Yazdgard II (438-457), nonché governatore, durante il regno del padre, della provincia orientale dello Sakastan. Questo territorio, al confine orientale dell'impero, era stata occupato da Ardashir I nel III secolo, venendo affidato per tradizione a principi della casa imperiale, i quali ne possedevano il titolo di re (Sakanshah; Sagān-šāh). Alla morte del padre, incoronato a Rey, entrò in contrasto con il fratello Peroz I, il quale, con il sostegno dell'influentissimo nobile Raham Mihran riunì un esercito, con l'obiettivo di deporre Ormisda. L'impero risultò così drammaticamente diviso e sull'orlo del baratro; durante la guerra fu la madre dei due principi, Denag, a fungere da reggente nella capitale, Ctesifonte. Secondo le fonti del periodo era Ormisda il più dotato nell'amministrazione imperiale, mentre il fratello veniva definito «ingiusto» ed interessato alla vita religiosa.
Intanto il membro della dinastia arsacide Vache II (Վաչե Բ), re dell'Albania caucasica, primo cugino dei due fratelli rivali e precedentemente costretto a convertirsi al Zoroastrismo, si ribellò, proclamandosi indipendente ed assumendo nuovamente la veste di cristiano. Intanto Peroz, non riuscendo ad avere la meglio su Ormisda, si recò nell'impero eftalita, domandando aiuto al re Khushnavaz in cambio della cessione di alcuni territori. Secondo alcune fonti, sconfitto, Ormisda fu perdonato e risparmiato dal fratello, ma è più probabile, come evidenziato da numerosi documenti, che lui ed altri tre membri della famiglia furono assassinati. Successivamente Peroz incorporò il Sakastan nell'impero, mettendovi a capo un governatore della Casa di Karen. Ormisda fu dunque l'ultima persona ad adoperare il titolo di Sakanshah; non sono pervenute monete coniate durante il suo regno.

## Discendenza
A Ormisda III sopravvissero due figlie:
- Balendukht, moglie del re Vakhtang I Gorgasali;
- Un'anonima figlia, moglie di Varsaken, Viceré del Gugark e successivamente dell'Albania caucasica